# Xanticles
Xanticles (en llatí Xanthicles, en grec antic Ξανθικλῆς) fou un general nadiu d'Acaia que va formar part de l'Expedició dels deu mil, l'exèrcit mercenari reclutat per Cir el Jove..
Va substituir Sòcrates quan aquest, junt amb Clearc d'Esparta i altres generals, va ser arrestat a traïció per Tisafernes l'any 401 aC.
Quan l'exèrcit en el seu retorn va arribar a Cotiora es va constituir una cort militar per decidir sobre la conducte dels generals i Xanticles va ser un dels acusats per deficiències en la càrrega dels vaixells que havien portat als soldats des de Trapezus gestó de la que n'era comissari, segons diu Xenofont a l'Anàbasi.